# Anabela Cossa
Anabela Cossa (Maputo, 7 aprile 1986) è una cestista mozambicana.

## Carriera
Con il Mozambico ha disputato i Campionati mondiali del 2014 e otto edizioni dei Campionati africani (2005, 2007, 2009, 2011, 2013, 2017, 2019, 2021).